# آي إن إس خانيت
آي إن إس خانيت (بالعبرية: חנית، الرمح) هي فرقيطة ساعر 5 من سلاح البحرية الإسرائيلي الذي بنته أنظمة نورثروب غرومان شيب في عام 1994. في 14 يوليو 2006 خلال حرب لبنان 2006 عانت من أضرار بعد ضربها بصاروخ مضاد للسفن من طراز سي-802 من قبل حزب الله.

## هجوم في 14 يوليو 2006
خلال حرب لبنان عام 2006 كانت السفينة تقوم بدوريات في المياه اللبنانية عشرة أميال بحرية قبالة ساحل بيروت. تضررت في 14 يوليو 2006 على خط الماء تحت البنية الفوقية بواسطة صاروخ (على الأرجح صواريخ سي-802 الصينية التي أطلقها حزب الله والتي يقال أنها وضعت على سطح الطيران على النار وشلت أنظمة الدفع داخل الهيكل. ومع ذلك بقي آي إن إس هانيت ثابتة واتجهت إلى ميناء أشدود لإجراء إصلاحات لها. قتل أربعة من أفراد الطاقم خلال الهجوم: الرقيب تال أمجار والعريف شاي أتاس والرقيب يانيف هيرشكوفيتز والرقيب الأول دوف ستينشوس.
وفقا للبحرية الإسرائيلية لم يتم نشر نظام الدفاع الصاروخي الأوتوماتيكي المتطور للسفينة على الرغم من أن نظام الإنذار المبكر عادة ما يتم نشره خلال المناورات التي تجرى في وقت السلم. في أعقاب الحادثة أشارت التقارير إلى أنه لم يتم العثور على معلومات استخبارية معروفة كان من شأنها أن تشير إلى أن حزب الله قد نشر هذا الصاروخ المتطور في لبنان. في الواقع أظهر التحقيق الذي قام به صحفيان في صحيفة هاآرتس آموس هاريل وآفي إساكاروف أن ضابطا في المخابرات تم تحديده فقط كعقيد ك. ألقى محاضرة في 21 أبريل 2003 توقع أن حزب الله يمتلك صواريخ من البحر إلى البحر. علاوة على ذلك في صباح يوم 14 يوليو 2006 أبلغ رئيس فرع المخابرات البحرية الذي وصفه المقدم ي. رئيس المخابرات البحرية العقيد رام روثبرغ بأنه «ينبغي للسفن التي تفرض الحصار البحري الإسرائيلي على حزب الله أن تأخذ في الاعتبار إمكانية إطلاق صاروخ سي-802 عليهم». لكن لم يصدر أي تحذير بناء على هذا التقييم إذا كان قد تم نقل السفن الإسرائيلية بعيدا عن الشاطئ وتنشيط منظوماتها المضادة للصواريخ.
نتيجة لهذا الحادث تم توجيه توبيخ رسمي إلى اثنين من ضباط البحرية وضابطين صغيرين وقائد السفينة ونقلوا إلى مواقع غير قيادية على الأرض. أغلق أحد الضباط المبتدئين الرادار المركزي وأجزاء من نظام الدفاع دون إخطار القائد اعتقادا منه بأن السفينة لم تكن تحت التهديد.

### تقرير الجيش الإسرائيلي
يكشف تقرير رسمي لالجيش الإسرائيلي عن حادث الحرب في لبنان أن الطاقم لم يتصرف بما فيه الكفاية من أجل توقع التهديد.
قال تقرير الجيش الإسرائيلي الذي قدم إلى رئيس الأركان دان حالوتز: «فيما يتعلق بالصورة الاستخبارية تبين أنه على الرغم من عدم وجود معلومات دقيقة عن السلاح في يد حزب الله فقد كانت هناك معلومات في البحرية في الماضي التي كان يمكن أن تؤدي إلى نوع من تقييم أن العدو يحمل صواريخ الشاطئ إلى السفينة». بالإضافة إلى ذلك تم الكشف عن حالات الفشل في «الطريقة التي فهمت بها القوات الواقع العملي ونفذتها». بما أنه لم تكن هناك تهديدات صاروخية متصورة فقد ترك ضابط جناح السفينة المضادة للصواريخ المعوقين في حين تقوم بدوريات بالقرب من الساحل.
ادعى الجيش الإسرائيلي أن المستشارين العسكريين الإيرانيين من قوات حرس الثورة الإسلامية ساعدوا في نشر واستعداد قاذفة الصواريخ.

## الخدمة اللاحقة
استغرق الإصلاح أشهر وعادت السفينة إلى الخدمة الفعلية في عام 2007.
عملت آي إن إس خانيت في سفينة قيادة رام روثبرغ خلال عملية الإفصاح الكامل لعام 2014.